# Нецідаліні
Нецідалі́ні (лат. Necydalini Latreille, 1825) — невелика триба жуків у підродині Нецідаліни (родина Вусачі), яка налічує близько 15-и родів,  розповсюджених у Євразії, Північній та Південній Америках. 

## Найбільші роди
• Callisphyris Newman, 1840

• Hephaestion Newman, 1840

• Necydalis Linnaeus, 1758

• Platynocera Blanchard in Gay, 1851

• Rhathymoscelis Thomson, 1860